# Lennert Belmans
Lennert Belmans (Wechelderzande, 15 februari 2002) is een Belgisch veldrijder en wegwielrenner.

## Carrière
In het veldseizoen 2019-2020 was Belmans zo'n beetje de enige jaargenoot van supertalent Thibau Nys die hem steevast kon volgen en uitdagen. In de UCI-ranglijsten, de Superprestige, bij de Belgische kampioenschappen en de wereldkampioenschappen veldrijden bij de junioren werd hij tweede achter Nys. In de wereldbeker was ook de Zwitser Dario Lillo net iets sterker. Hij won zelf ook een viertal koersen, waaronder de Brussels Universities Cyclocross in het bijprogramma van de DVV Trofee, waar hij een waardebon won voor een jaar 'gratis' studeren.
De Belgische jeugd toonde haar suprematie, door bijvoorbeeld met Nys, Belmans en Emiel Verstrynge bij het WK van 2020 het volledige podium te grijpen. Ook in de jaren daarna wist deze Belgische generatie bij de beloften te domineren, door telkens met zes Belgen bij de eerste tien te eindigen op de grote tournooien, zie bijvoorbeeld het WK 2023. Belmans had de pech om tegen een uitstekende generatie van net iets oudere renners te moeten rijden en achterstand door Coronamaatregelen op te lopen. Terwijl de sterke concurrentie net wel aan elitewedstrijden mee mocht doen, moest Belmans vanaf november 2020 aan de kant blijven, en dus ook tijdens de belangrijke eindejaarsperiode. Met trainen kan je niet de wedstrijdintensiteit nabootsen die je nodig hebt om beter te worden. Het continentale team IKO-Crelan boodt hem de kans om vanaf januari 2021 mee te doen bij de elite.
Hij maakte zijn debuut in het veld bij de elite in het seizoen 2020/21. Op de weg rijdt hij vanaf 2021 voor de continentale opleidingsploeg van Alpecin-Fenix. Hij combineert het fietsen met een studie bedrijfsmanagement.
Na het veldritseizoen 2022-2023 laste Belmans een pauze in, om later aan zijn wegcampagne te beginnen. In april sloot hij weer aan bij de opleidingsploeg van Alpecin-Deceuninck. Zijn seizoensdebuut maakte hij eind april in de Ronde van Bretagne. Namens de hoofdmacht van de ploeg nam hij in mei deel aan de Ronde van Keulen. In juli werd hij zevende in het algemeen klassement van de Luikse Province Cycling Tour. In het najaar reed Belmans nog vier eendagkoersen met de profploeg van Alpecin-Deuninck, waaronder Parijs-Tours. Het wegseizoen 2024 begon voor Belmans in Spanje, waar hij met de profploeg deelnam aan de Ruta del Sol, die door boerenprotesten werd ingekort tot een tijdrit van vijf kilometer. Begin maart 2024 werd Belmans achttiende in de Ster van Zwolle. Later die maand werd hij elfde in de Youngster Coast Challenge, waar drie van zijn ploeggenoten in de top tien eindigden. In Parijs-Roubaix voor beloften werd hij dertiende.

## Ploegen
- 2021 –  Alpecin-Fenix Development Team
- 2022 –  Alpecin-Deceuninck Development Team[a]
- 2023 –  Alpecin-Deceuninck Development Team (vanaf 1 april)
- 2024 –  Alpecin-Deceuninck Development Team